# Сосново-Озёрское сельское поселение
Се́льское поселе́ние «Сосно́во-Озёрское» (бур. Нарhатын hомон) — муниципальное образование в составе Еравнинского района Республики Бурятия.
Административный центр — село Сосново-Озёрское.

## Инфраструктура
Гостиница, две школы, ПТУ, в летний период работает турбаза на берегу озера Сосновое.
Сотовые операторы: МТС, Мегафон, Байкалвестком.
Имеется выход в интернет (Центральная библиотека, Интернет-клуб).

## Население
| 2002  | 2011  | 2012  | 2013  | 2014  | 2015  | 2016  |
| ----- | ----- | ----- | ----- | ----- | ----- | ----- |
| 6507  | ↗6560 | ↗6566 | ↘6505 | ↘6490 | ↘6444 | →6444 |
| 2017  | 2018  | 2019  | 2020  | 2021  | 2023  | 2024  |
| ↗6495 | ↘6408 | ↗6435 | ↗6438 | ↗6695 | ↘6471 | ↘6322 |

## Состав поселения
| № | Населённый пункт | Тип населённого пункта       | Население |
| - | ---------------- | ---------------------------- | --------- |
| 1 | Гарам            | посёлок                      | ↘208      |
| 2 | Домна            | село                         | ↘160      |
| 3 | Сосново-Озёрское | село, административный центр | ↗6412     |
| 4 | Укыр             | село                         | ↘90       |